# Ботанічний сад Ван Дусена
Ботанічний сад Ван Дусена (англ. VanDusen Botanical Garden) — ботанічний сад у місті Ванкувер (провінція Британська Колумбія, Канада).
Названий на честь місцевого лісопромисловця і філантропа Уїтфорда Джуліана Ван Дусена. Заснований у 1972 році, відкритий 30 серпня 1975 року. Основною спеціалізацією ботанічного саду є показ декоративних рослин, крім цього сад пропонує освітні програми спільно з Асоціацією ботанічних садів Ванкувера. Ботанічний сад відкритий для відвідувань щодня, за винятком Різдва.

## Опис ботанічного саду
На території ботанічного саду площею 22 га росте 255 тисяч рослин з багатьох куточків світу. Ботанічний сад розбитий на невеликі тематичні сади, серед них — канадський сад спадщини, сад троянд, китайсько-гімалайський сад, середземноморський сад, сад багаторічних рослин, сад каменів, сад роздумів, алея рододендронів, сад флори Південної півкулі. Окрасою ботанічного саду є: індіанські тотеми, численні кам'яні скульптури, корейський павільйон, зелений лабіринт, а також ланцюжок пов'язаних між собою озер і ставків.

## Галерея

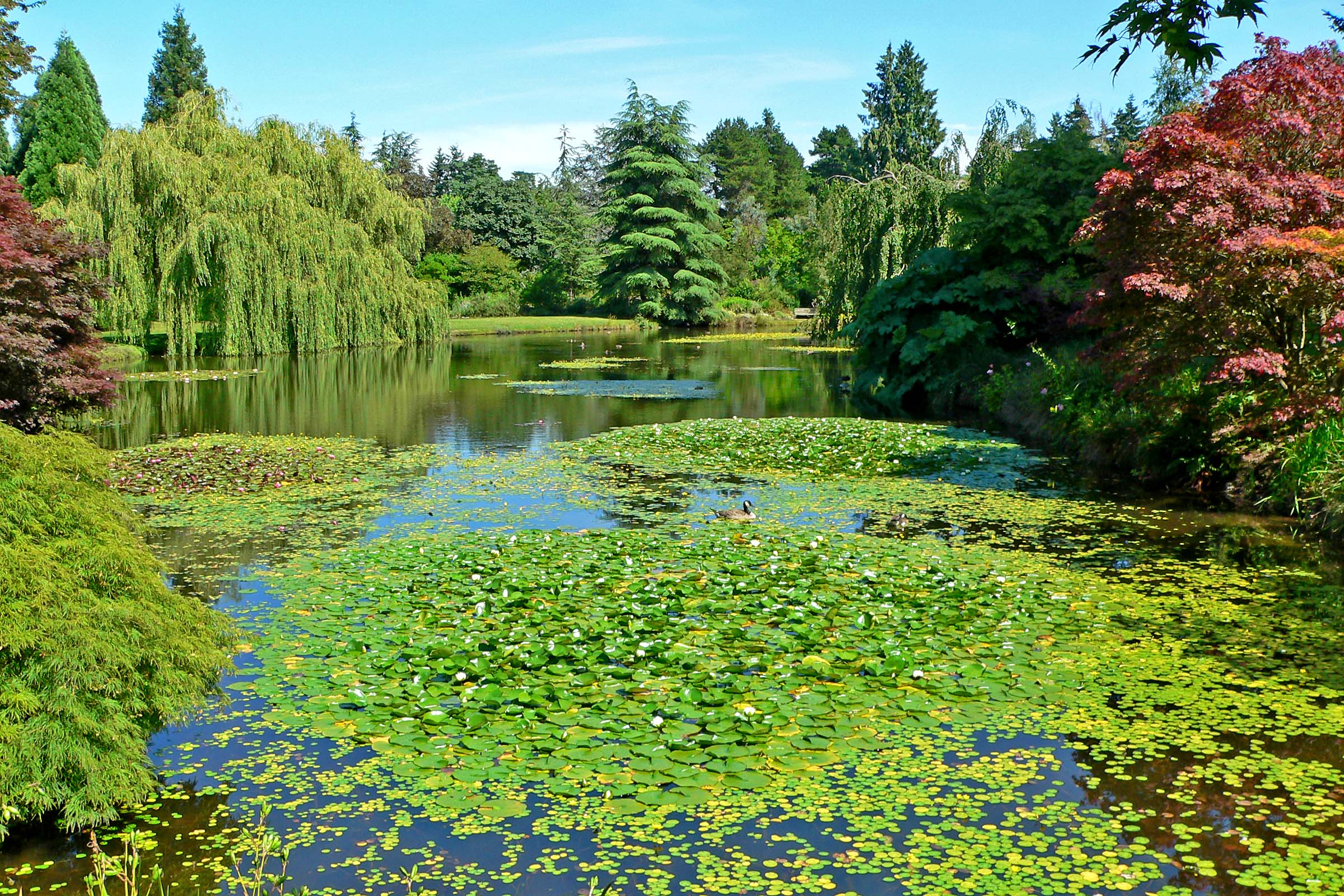
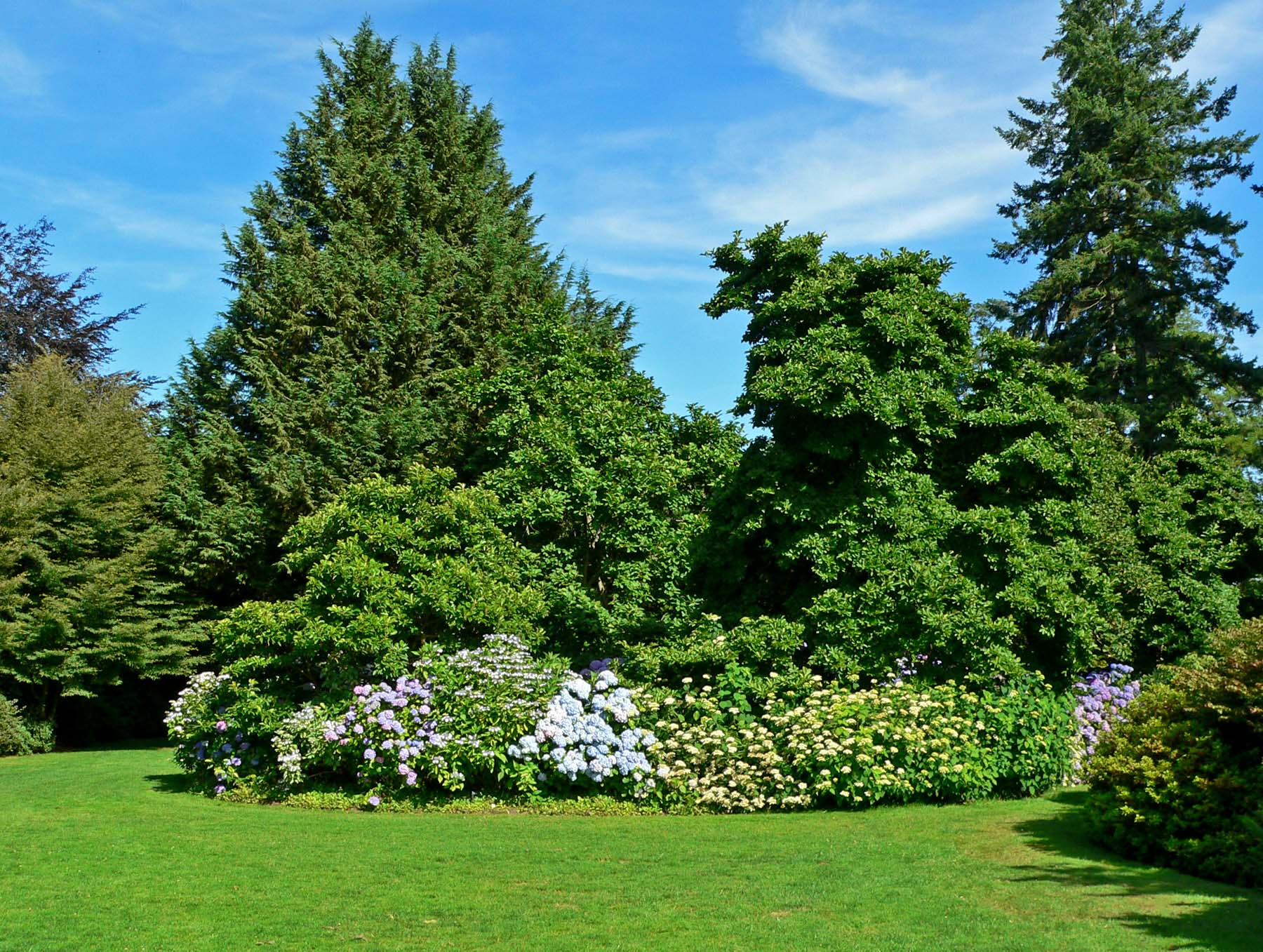
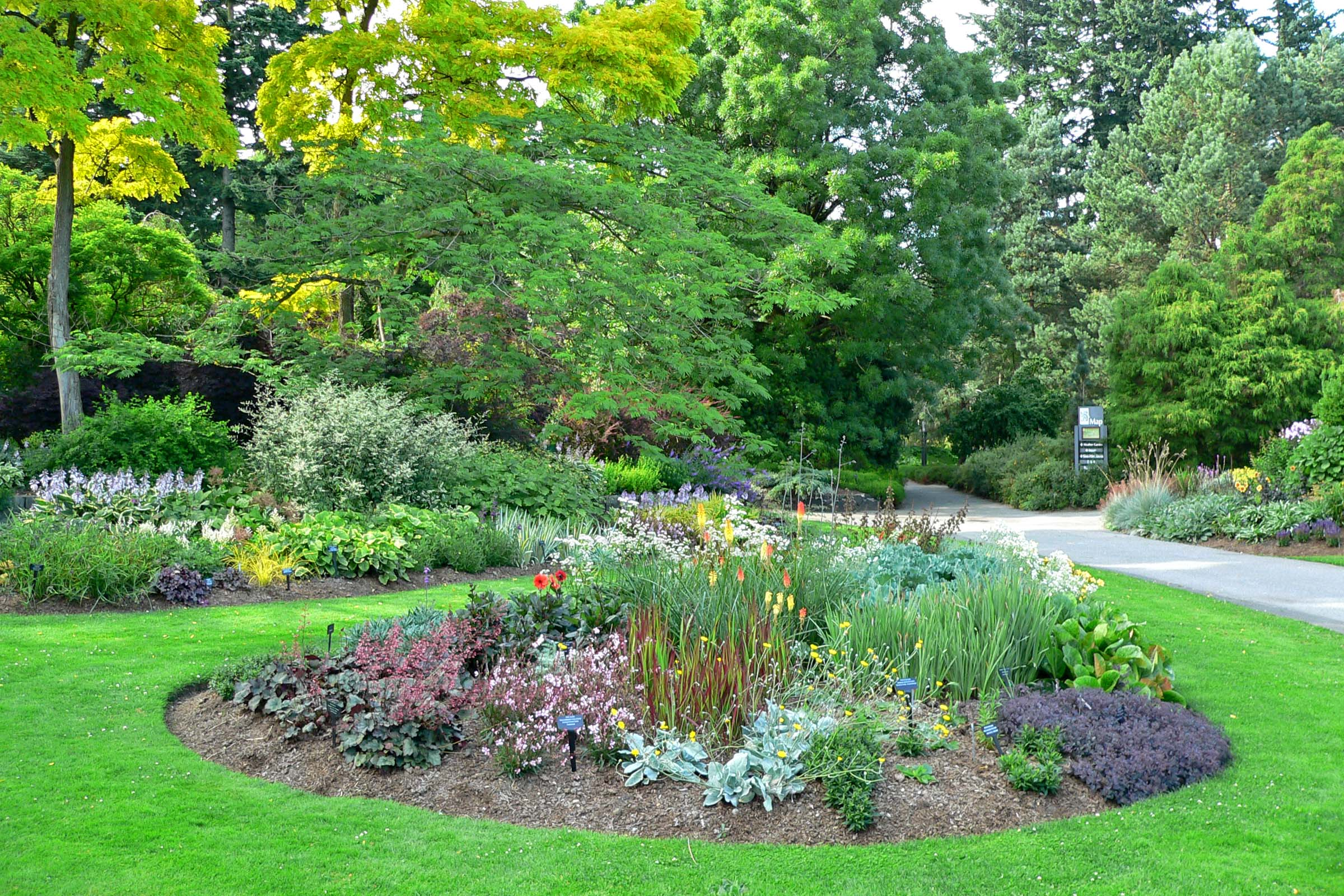
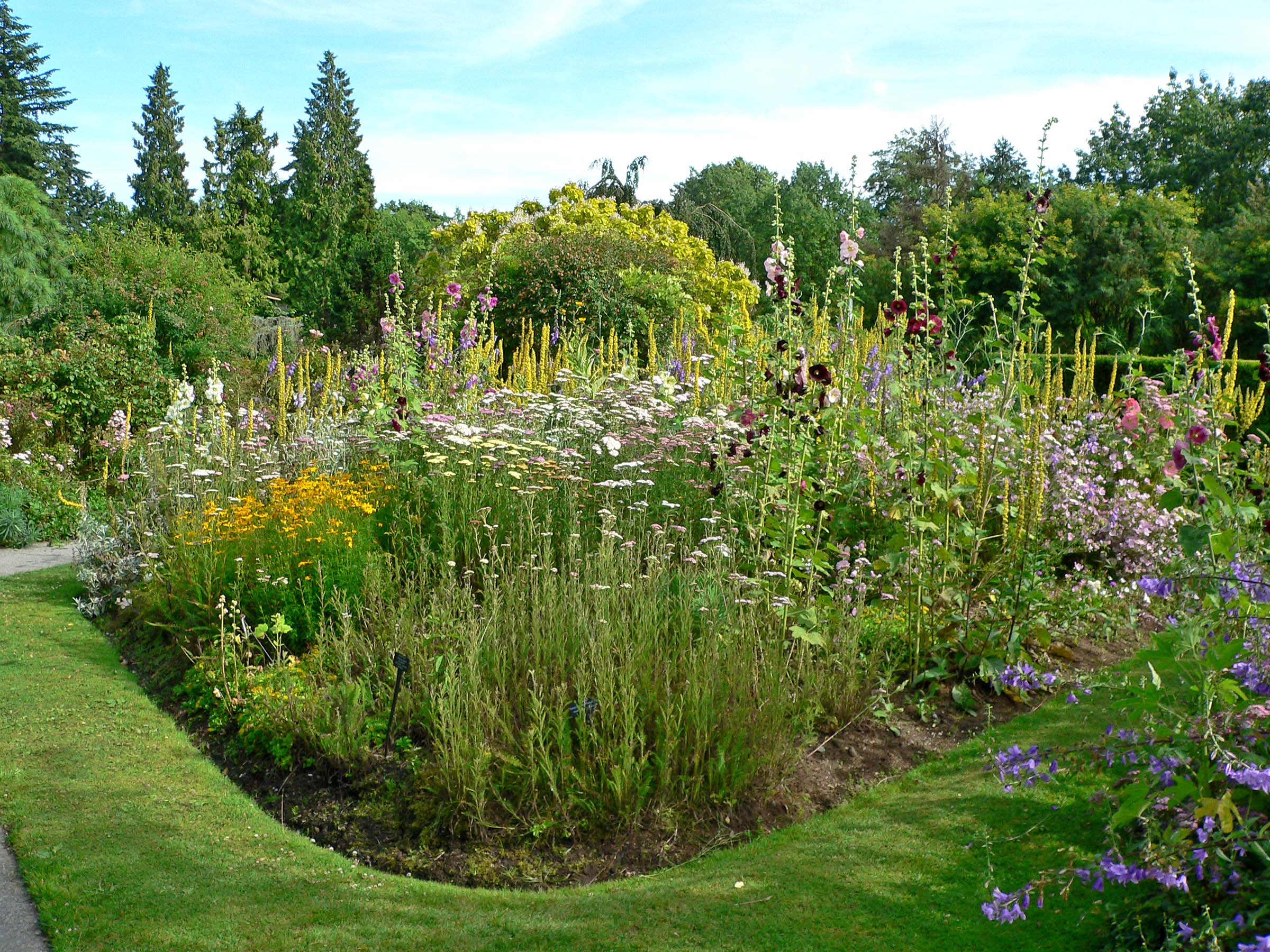
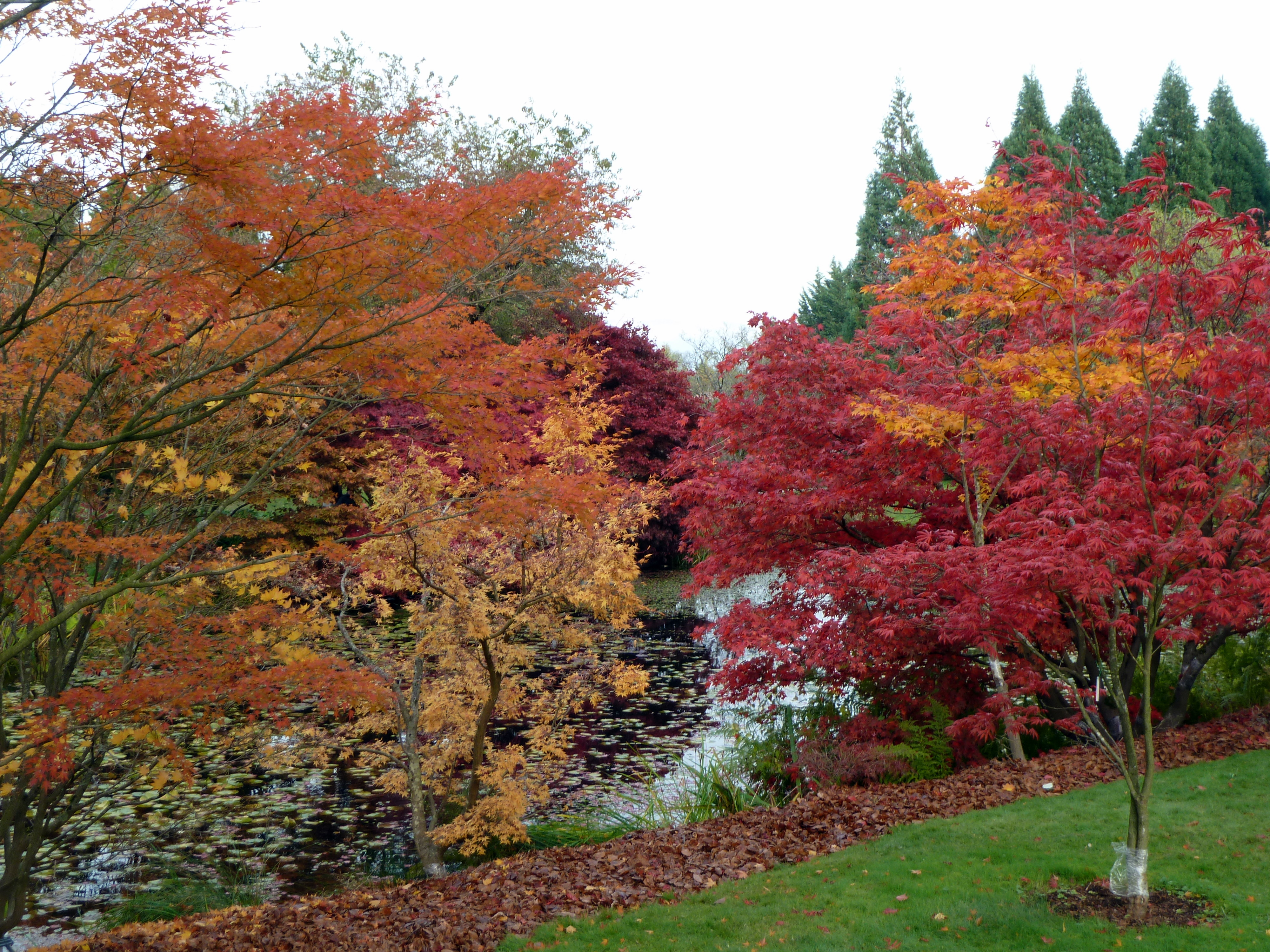
Барви осені
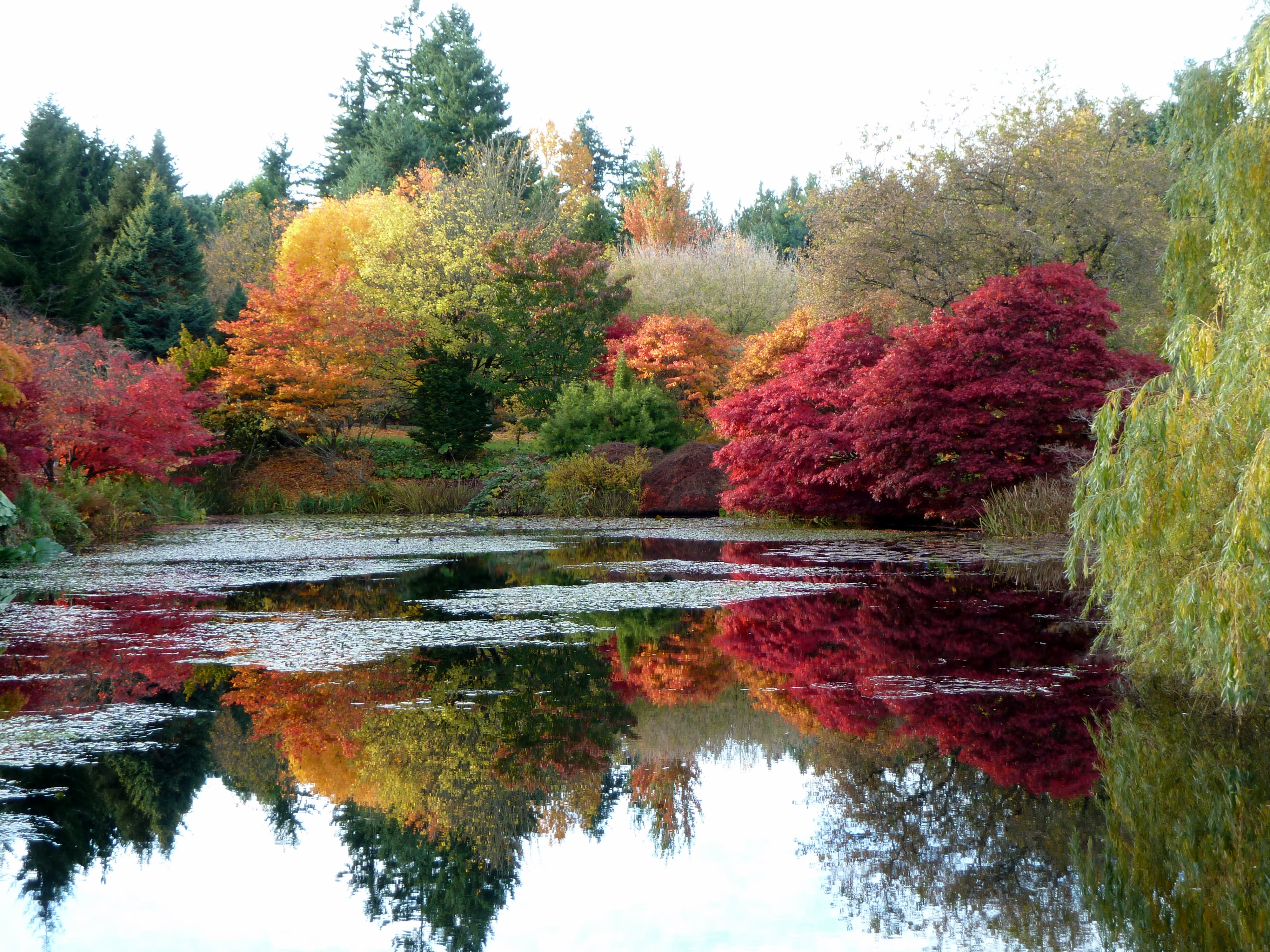
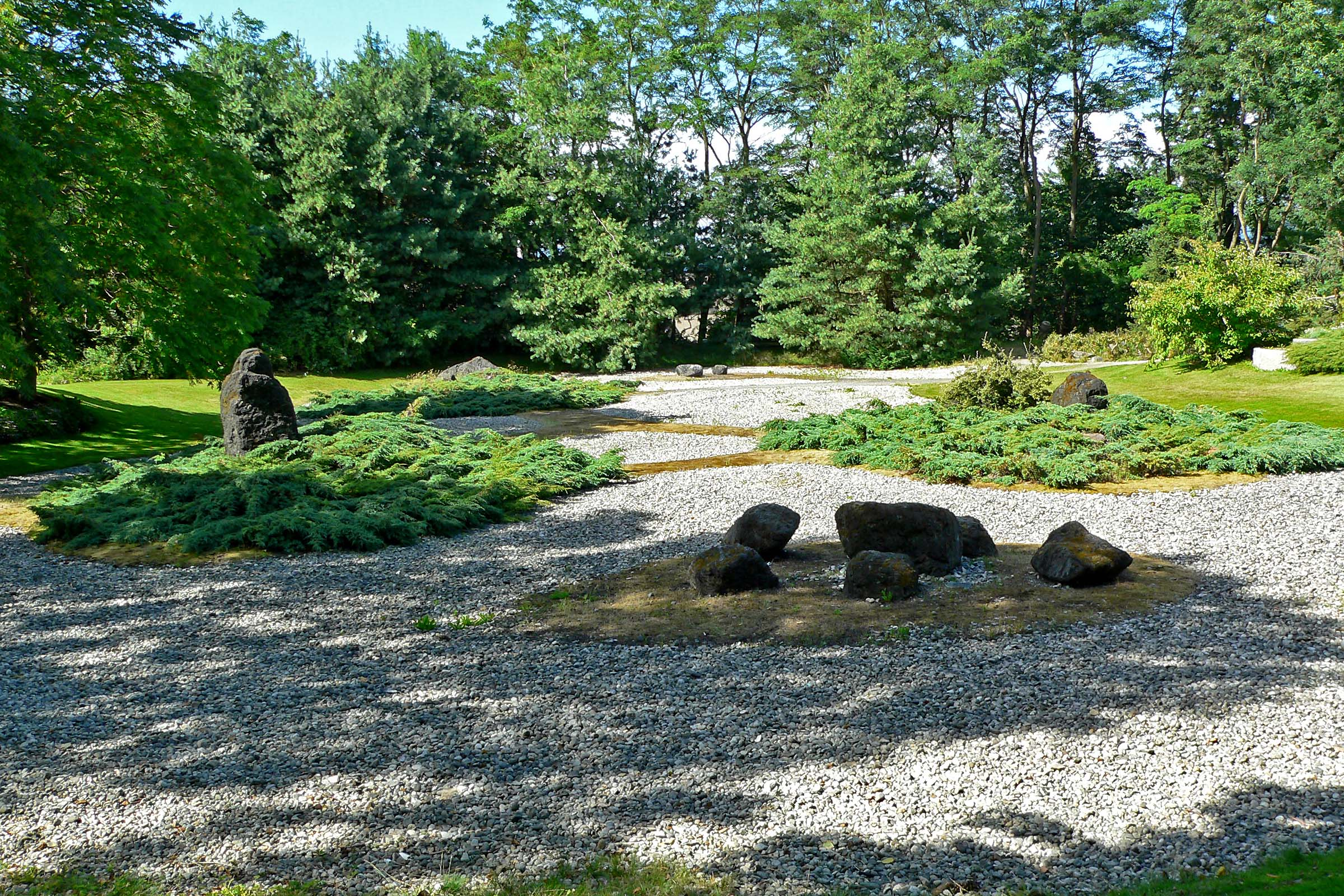
Альпінарій
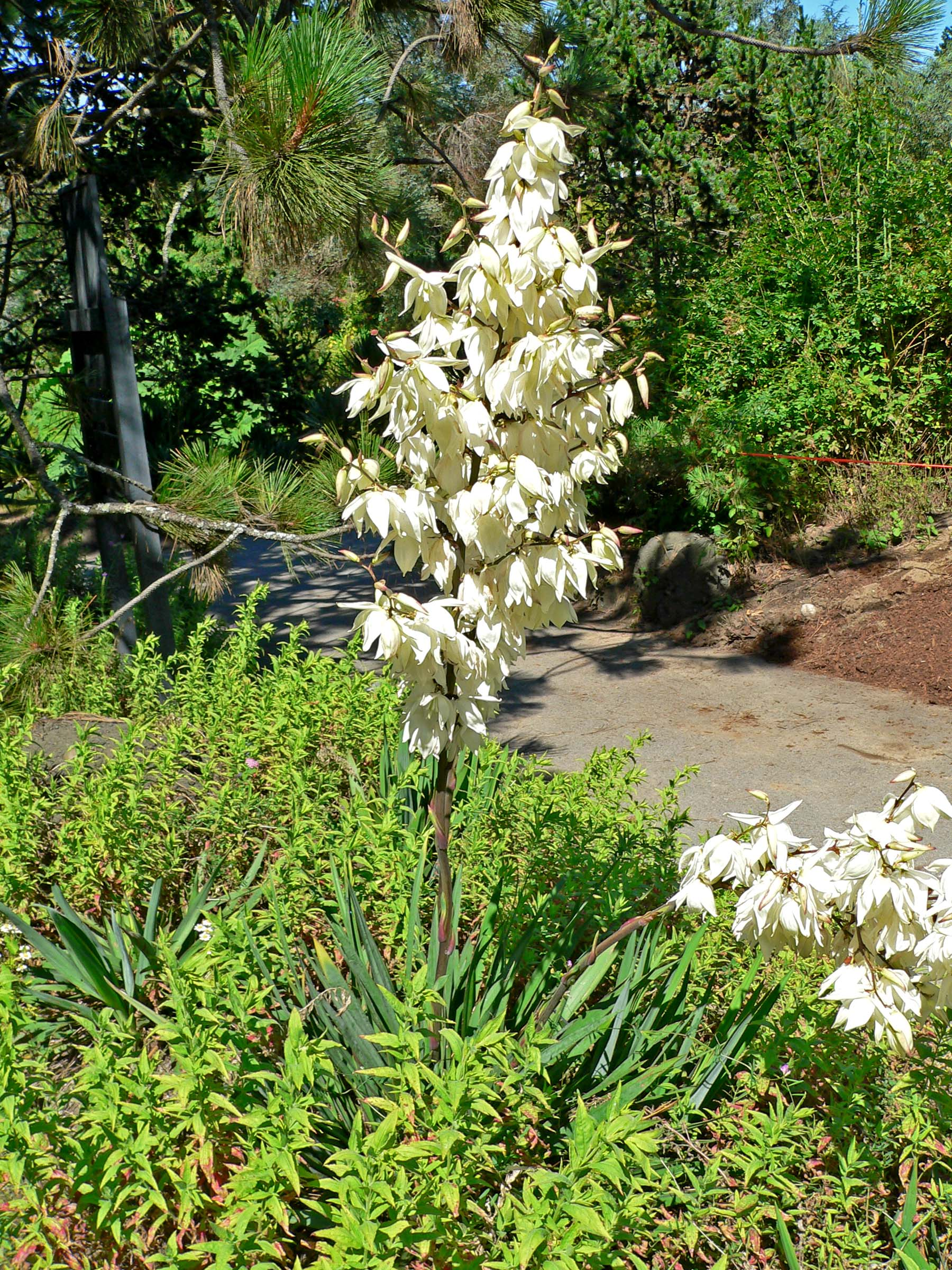
Юка нитчата